# Malsfeld
Malsfeld är en kommun och ort i Schwalm-Eder-Kreis i Regierungsbezirk Kassel i förbundslandet Hessen i Tyskland.
Den tidigare kommunen Elfershausen uppgick i Malsfeld 1 februari 1971 följt av Beiseförth, Mosheim, Ostheim och Sipperhausen 1 januari 1974.